# Indijski lotos
Indijski ali sveti lotos (znanstveno ime Nelumbo nucifera) je trajnica tropskega in subtropskega podnebja. Razmnožuje se izključno s semeni, ki se jih pobira na dozorelih cvetiščih. Lotosovo seme mora prvo leto mirovati v ugodnih pogojih, potem pa ostane kaljivo več kot sto let. Cveti od junija do avgusta. Njegovo zdravilno moč so poznali že stari Egipčani, ki so lotosovo olje poimenovali eliksir mladosti, dobrega zdravja in spolne moči. 
Ta rod lotosov je v terciarju rasel po vsem svetu, danes pa so naravna nahajališča indijskega ali rdečega lotosa le še v nekaterih predelih Azije in Avstralije.
Do sedaj je veljalo, da indijski lotos na prostem v severnejših predelih ne prestane zime, vendar v Sloveniji uspeva v termah Šmarješke Toplice. Nasad je vzgojil inženir Miha Ogorevc, znani krajinar, ki je dobil leta 1992 lotosove korenike iz botaničnega vrta v nemškem mestu Köln. Poleti je gladina vode jezerca gosto prekrita z velikimi povoščenimi listi, nad gladino pa se ponosno dviga več sto nežno rožnatih cvetov.
Indijski lotos je uradna roža kitajskega mesta Macao.